# Легкоплавкі сплави

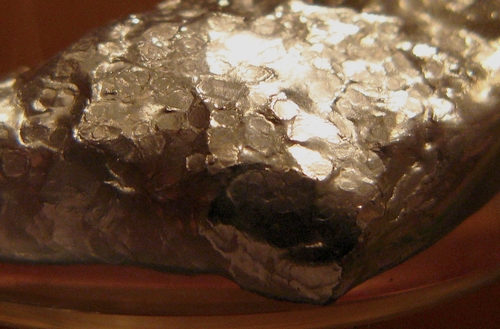
Сплав Вуда

Легкопла́вкі спла́ви (легкопла́вкі сто́пи) — це, зазвичай, евтектичні сплави, що мають низьку температуру плавлення, яка не перевищує температуру плавлення чистого олова (близько 232 °С). У склад легкоплавких сплавів можуть входити свинець, вісмут, олово, кадмій, талій, ртуть, індій, галій та інколи цинк.

## Загальні характеристики
Склад таких сплавів підбирають зазвичай таким чином, щоб забезпечити утворення багатофазної багатокомпонентної евтектики, що складалася б з двох, трьох і більше фаз.
Температуру плавлення нижчу за 100 °С мають також сплави з додаванням ртуті, що називають амальгамами і є сплавами системи Sn — Pb — Bi — Hg. Чиста ртуть і сплави системи Tl — Hg мають температуру плавлення нижчу за 0 °С. Найлегкоплавкіший з відомих сплавів — сплав з 8,56% Tl і 91,44% Hg — плавиться при температурі −61 °С, яку розглядають як нижню межу температури плавлення легкоплавких сплавів.
Сплави лужних металів також здатні до утворення легкоплавких евтектик і можуть бути віднесені до групи легкоплавких сплавів. Так сплави системи натрій-калій-цезій мають рекордно низьку температуру плавлення аж до −78 °C. Однак, використання цих сплавів утруднене через їхню високу хімічну активність.

## Області використання легкоплавких сплавів
У всіх областях застосування легкоплавких сплавів головною витребуваною властивістю є задана низька температура плавлення. Ця властивість, зокрема, використовується при паянні мікросхем, які можуть вийти з ладу через перегрівання якщо паяти звичайними припоями. Крім того, ці сплави повинні мати певну густину, границю міцності, хімічну інертність, вакуумну щільність, теплопровідність тощо. Основними галузями застосування легкоплавких сплавів є:
- Виробництво і застосування рідиннометалевих теплоносіїв в енергетиці і машинобудуванні.
- Виготовлення моделей, що виплавляються у ливарній справі.
- Системи раннього оповіщення займань (датчики температури, клапани пожежогасіння та ін).
- Термометрія (робоче тіло для термометрів різних типів).
- Вакуумна техніка (защільнення, паяні шви тощо).
- Мікроелектроніка (припої, покриття, датчики температури, плавкі запобіжники тощо).
- Медицина (фіксація кісток при переломах, протезування тощо)
- Використання розплаву як мастила у вузлах тертя.